# Ghanaische Badmintonmeisterschaft 2024
Die Ghanaische Badmintonmeisterschaft 2024 fand vom 25. bis zum 26. Mai 2024 in Accra statt.

## Sieger und Platzierte
| Disziplin    | Gold                                    | Silber                                         | Bronze                                      |
| ------------ | --------------------------------------- | ---------------------------------------------- | ------------------------------------------- |
| Herreneinzel | Solomon Obiegue                         | Ahmad Abdul-Samad                              | Ebenezer Korampong                          |
| Dameneinzel  | Moslena Ama Koramah Adu                 | Rachael Quarcoo                                | Prospera Nantuo                             |
| Herrendoppel | Ahmad Abdul-Samad Andy Amofa            | Leslie Nii Adote Addo Daniel Quarcoo           | Ebenezer Korampong Isaac Nii Yemoh Odoi     |
| Damendoppel  | Moslena Ama Koramah Adu Prospera Nantuo | Eliana Afriyie Rachael Quarcoo                 | Jennifer Eduam Cindy Esi Etornam Tornyenyor |
| Mixed        | Prospera Nantuo Ahmad Abdul-Samad       | Yengnone Hilda Hectornia Napour Vincent Tettey | Jennifer Eduam Leslie Nii Adote Addo        |